# Asti
Asti (piemontesisch Ast) ist eine  italienische Gemeinde (comune) und Provinzhauptstadt  der Provinz Asti, Region Piemont, mit 73.503 Einwohnern (Stand 31. Dezember 2024).

## Geographie

Lage der Gemeinde Asti in der Provinz Asti

Asti liegt 52 km südöstlich von Turin im Tal des Flusses Tanaro, der es nach der Aufnahme der Nebenflüsse Borbore, Valbrenta und Versa nach Süden hin begrenzt. Die knapp 152 km² große Stadtgemeinde liegt inmitten von Hügeln, zwischen Langhe und Monferrato.

## Verwaltungsgliederung
Zur Gemeinde Asti gehören noch folgende Fraktionen:  Beccati, Bramairate, Bricco Fassio, Bricco Roasio, Ca' dei Coppi, Caniglie, Canova, Casabianca, Castiglione, Migliandolo, Mombarone, Mongardino Stazione, Montegrosso Cinaglio, Montemarzo, Palucco, Poggio d'Asti, Portacomaro Stazione, Quarto Inferiore, Quarto Superiore, Revignano, Rioscone, San Grato di Sessant, San Marzanotto, San Marzanotto Piana, Santo Spirito, San Vito - Poggio, Serravalle, Sessant, Torrazzo, Trincere, Vaglierano, Vaglierano Basso, Valenzani, Valfea, Valgera, Valleandona, Valle Tanaro, Valmaggiore, Valmairone, Valleversa, Valmanera, Valterza, Variglie, Valbella und Viatosto.

## Geschichte
Asti wurde 89 v. Chr. als römische Kolonie mit dem Namen Hasta gegründet. Bereits im 5. Jahrhundert wurde Asti Bischofssitz und damit zur wichtigsten Stadt des Piemont. Im 16. Jahrhundert fiel Asti an das Haus Savoyen. Im Jahr 1798 wurde die Piemontesische Republik ausgerufen und Asti später unter französischer Vorherrschaft zur Hauptstadt des Départements Tanaro.

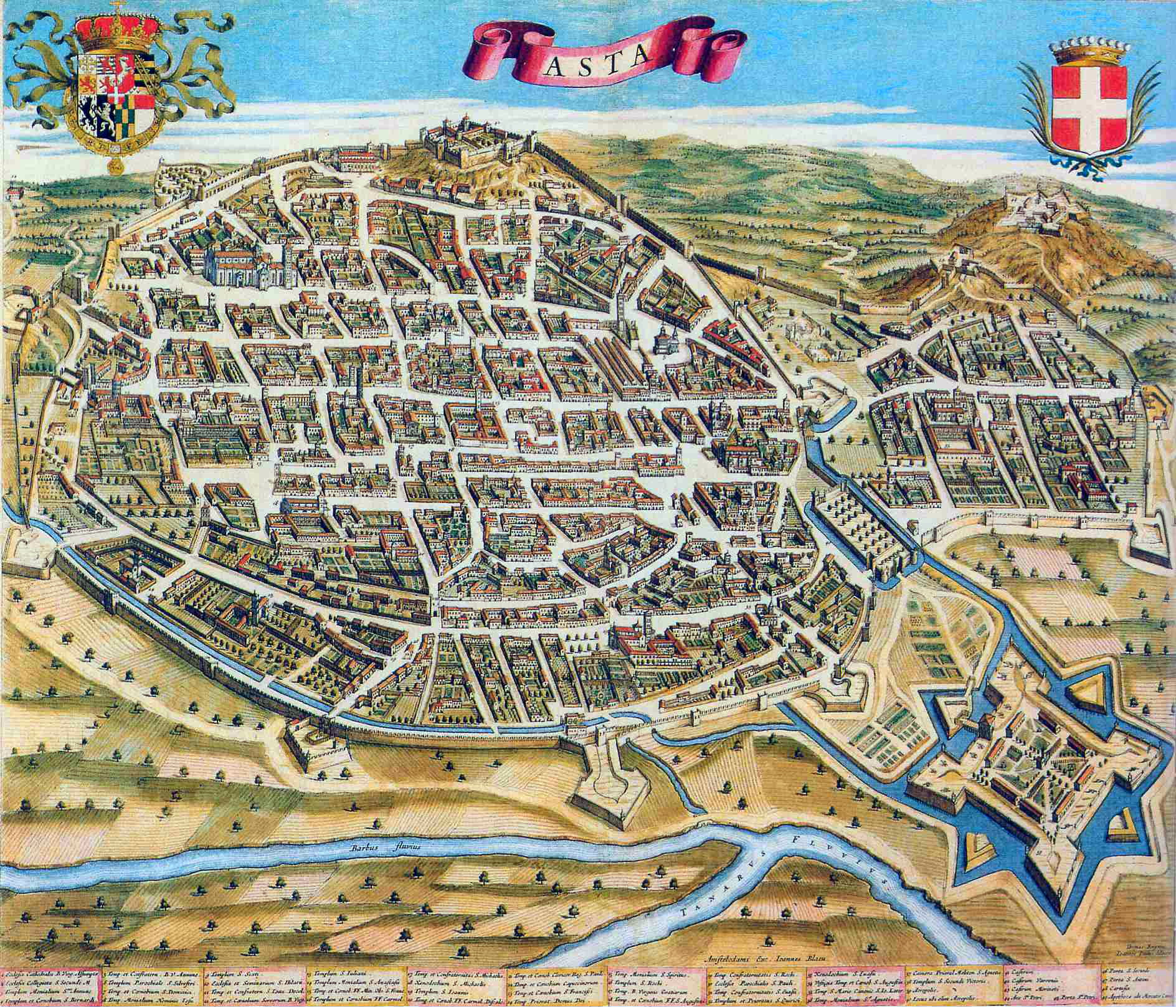
Historische Ansicht im Theatrum Statuum Sabaudiae 1682

## Sehenswürdigkeiten

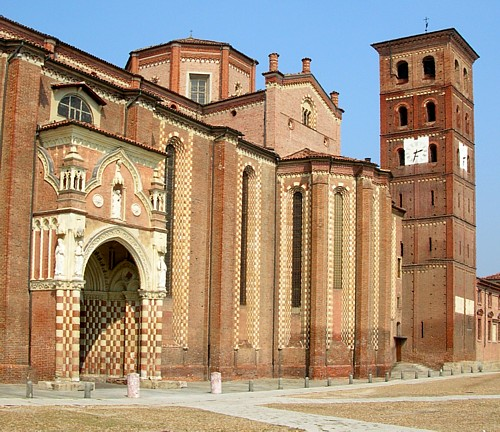
Dom in Asti

- gotische Kathedrale Santa Maria Assunta aus dem 14. Jahrhundert mit romanischem Glockenturm aus dem 13. Jahrhundert mit einer Krypta aus dem 8. Jahrhundert
- Kirche San Pietro in Consavia, Gebäudekomplex aus dem 12. bis 15. Jahrhundert, bestehend aus Kirchengebäude, Rotunde mit Turm und Kreuzgang, und einem Ordenshaus. Der Gebäudekomplex war lange Zeit Sitz des lombardischen Johanniterordens
- Stadttürme aus dem 13. Jahrhundert
- Palazzo Alfieri, das Geburtshaus von Vittorio Alfieri
- Synagoge
- Das 1860 eröffnete und 2002 rekonstruierte Teatro Vittorio Alfieri

## Weinbau
Asti und die Gegend im weiten Umkreis um die Stadt ist für die Rebsorten Barbera, Dolcetto, Freisa, Grignolino, Malvasia und Moscato zugelassen. Es entstehen viele verschiedene, sehr bekannte Rotweine, wie z. B. Barbera d’Asti, Dolcetto d’Asti, Freisa d’Asti und Grignolino d’Asti sowie die Schaumweine Asti Spumante oder der Moscato d’Asti. Die genannten Weine besitzen alle eine kontrollierte Herkunftsbezeichnung (DOC oder DOCG). 2014 wurden im Weinbaugebiet Asti auf einer Rebfläche von 9.045 Hektar 712.306 Hektoliter Wein erzeugt.
Der italienische Önologe Federico Martinotti, Direktor des l’Istituto Sperimentale per l’Enologia di Asti, erfand gegen Ende des 19. Jahrhunderts eine neue Technologie zur Herstellung von schäumenden Weinen, die später als Méthode Charmat bekannt wurde.

## Städtepartnerschaften
- Valence (Frankreich), seit 1966[3]
- Biberach an der Riß (Deutschland), seit 1981[4]
- Miami (USA), seit 1985[5]
- Ma’alot-Tarshiha (Israel)
- Bethlehem (Palästinensische Autonomiegebiete)[6]

Asti pflegt eine sehr aktive Dreieckspartnerschaft mit dem deutschen Biberach an der Riß und der französischen Stadt Valence. Es besteht auch eine Freundschaft mit Clacton-on-Sea.

## Persönlichkeiten
- Secundus von Asti († 119), früher christlicher Märtyrer und Heiliger
- Giacomo Beltrami (Konsul) (um 1130–1180), Patrizier und Konsul der Stadt Asti
- Lazzaro Scarampi (um 1415–1466), Kleriker, Doktor der Rechte und Bischof von Como
- Vittorio Alfieri (1749–1803), einer der bedeutendsten italienischen Dichter und Dramatiker
- Isacco Artom (1829–1900), Politiker
- Carlo Alberto Castigliano (1847–1884), Baumeister, Ingenieur und Wissenschaftler
- Secondo Pia (1855–1941), Anwalt und Fotograf
- Umberto Cagni (1863–1932), Forschungsreisender und Admiral
- Michail Tswett (1872–1919), russischer Botaniker und Erfinder der Chromatographie
- Mario Vercellino (1879–1961), General
- Giovanni Gerbi (1885–1954), Radrennfahrer
- Ettore Desderi (1892–1974), Komponist
- Sebastiano Torchio (1918–1994), Radrennfahrer
- Luigi Valenzano (1920–2011), Automobilrennfahrer
- Angelo Kardinal Sodano (1927–2022), Kardinalstaatssekretär, Kardinaldekan
- Gianni Basso (1931–2009), Jazz-Tenorsaxophonist
- Sergio Gonella (1933–2018), Fußballschiedsrichter
- Paolo Conte (* 1937), Sänger, Jazzmusiker und Komponist
- Giorgio Conte (* 1941), Sänger, Liedermacher und Komponist
- Mario Perniola (1941–2018), Philosoph
- Giovanni Goria (1943–1994), Politiker und Ministerpräsident
- Giorgio Faletti (1950–2014), Autor, Komponist und Schauspieler
- Daniele Damiano (* 1961), Solo-Fagottist der Berliner Philharmoniker
- Vittorio Di Bucci (* 1963), Kanzler des Gerichts der Europäischen Union
- Rinaldo Capello (* 1964), Automobilrennfahrer
- Angelo Accattino (* 1966), apostolischer Nuntius in Bolivien
- Maurizio Lobina (* 1973), Keyboarder der Band Eiffel 65
- Matteo Paro (* 1983), Fußballspieler
- Matilde Vitillo (* 2001), Radsportlerin